# 广通县 (隋朝)
广通县，中国古县名，在今四川省眉山市境。
原为齐通郡的齐通县。隋朝开皇初年，全国废郡，齐通郡废。齐通县改为广通县，属嘉州。仁寿元年（601年），改为通义县。